# Топпинг (строительство)

Пол с топпингом

То́ппинг (англ. topping) — смесь, используемая для упрочнения верхнего слоя бетонного покрытия. Другие названия: «упрочняющая смесь» или «упрочнитель».

## Состав
В качестве гидравлического вяжущего в топпинге, как и в бетоне, используется цемент, задача которого состоит в связывании и плотной упаковке заполнителей. Функциональные свойства топпинга определяются входящими в его состав заполнителями, такими как:
- Кварц — обладает хорошей стойкостью к абразивному износу, является основным компонентом большинства упрочнителей.
- Корундовые материалы — обеспечивают повышенную износостойкость, по сравнению с кварцем. Может использоваться, как натуральный (минеральный) корунд, так и синтетический, т. н. электрокорунд.
- Металлические частицы — вводятся в состав топпинга для увеличения стойкости к ударным воздействиям и также успешно противостоят абразивному износу.
- Другие заполнители — в смесь могут также вводиться: базальт, оксид титана, карбид кремния, карбид железа и другие минеральные и синтетические соединения, придающие материалу специфические свойства.

Кроме того, к смеси добавляются различные химические добавки, улучшающие удобоукладываемость материала и контролирующие усадочные процессы. Использование красящих пигментов позволяет придавать топпингам практически любые цвета, благодаря чему они могут использоваться в качестве декоративного финишного покрытия полов.

## Свойства материала
Применение топпинга обусловлено свойствами бетона, который не обладает должной стойкостью к истирающим воздействиям. В процессе эксплуатации бетонного пола неупрочненный верхний слой бетона быстро изнашивается, начинается усиленное пылеотделение, в самом бетоне открываются поры, делая его уязвимым для проникновения агрессивных субстанций и вредных микроорганизмов, что в конечном итоге приводит к сокращению срока службы и раннему разрушению конструкции. Топпинги призваны решать описанные проблемы.
К свойствам топпингов относят:
- Ударопрочность — исключает или уменьшает риск появления трещин и сколов, а также иных механических повреждений на поверхности бетонного пола.
- Износостойкость — повышает срок эксплуатации поверхности в несколько раз.
- Декоративность — практически неограниченное количество цветных решений, фактура пола может быть как зернистой, так и гладкой, блестящей.
- Светоотражение — топпинги светлых тонов отражают свет от осветительных приборов, позволяя снижать затраты на освещение помещений.
- Химическая пассивность — топпинг практически не вступает в реакции с химически активными веществами, однако их присутствие нежелательно.
- Гигиеничность — поверхность имеет достаточно плотную структуру, исключающую появление пыли. Гладкая и ровная поверхность легко поддается уборке традиционными методами.
- Изоляция — структура покрытия имеет антистатические свойства.

## Характеристики материала

### Износостойкость.
Ключевой характеристикой, определяющей срок службы финишного покрытия, является стойкость материала к абразивному износу. Как правило, для сравнения различных материалов по этому параметру проводят стандартизованные тесты:
- Испытания на круге Беме по EN 13892-3. В ходе испытаний определяется потеря образцом объема на площадь 50 см2. В соответствии с полученным значением топпингу присваивается класс стойкости к абразивному износу, обозначаемый индексом «А» с числовым значением. Например, класс A6 означает, что в ходе испытаний образец материала теряет от 3,00 до 5,99 см3 на 50 см2[1].

| Класс                                             | A22 | A15 | A12 | A9 | A6 | A3 | A1,5 |
| ------------------------------------------------- | --- | --- | --- | -- | -- | -- | ---- |
| Потеря объема образцом в см3 на 50 см2 (не более) | 22  | 15  | 12  | 9  | 6  | 3  | 1,5  |

- Испытания методом BCA по EN 13892-4. По результатам испытаний материалу присваивается класс износостойкости «AR» с числовым значением[1].

| Класс                            | AR6 | AR4 | AR2 | AR1 | AR0,5 |
| -------------------------------- | --- | --- | --- | --- | ----- |
| Максимальная глубина износа в μм | 600 | 400 | 200 | 100 | 50    |

- Испытания по Таберу проводят для определения потери в весе образца после прохождения 1000 циклов вращения истирающего колеса. Испытания регламентированы стандартом ASTM C-501.

### Прочность на растяжение при изгибе.
Второй по важности показатель — это прочность материала на растяжение при изгибе. Этот параметр служит свидетельством качества гидравлического вяжущего и плотности упаковки, то есть качества сцепления заполнителей с цементом.

### Прочность на сжатие.
Прочность на сжатие определяется характеристиками входящего в состав сухой смеси цемента. Этот параметр напрямую не влияет на свойства топпинга, так как толщина упрочненного слоя составляет всего несколько миллиметров, и в таких толщинах сам топпинг практически не сжимается под нагрузкой. Низкое значение прочности может говорить о низкой марке примененного цемента, что может стать причиной выкрашивания заполнителя и, как следствие, ускоренного износа верхнего слоя. Чрезмерно высокая прочность на сжатие свидетельствует о высокой активности цемента, что может приводить к ускоренному схватыванию смеси и повышенной усадке.

### Стойкость к ударному воздействию.
Эта характеристика, измеряемая по EN 1504-2 или ГОСТ 30353, показывает, насколько сильные ударные нагрузки может воспринимать упрочненный верхний слой.

## Применение
Топпинг используется в помещениях, где работают с тяжелой погрузочной техникой, в производственных помещениях, складах, торговых комплексах, паркинге и автостоянках.
Покрытие не подойдет в тех случаях, когда есть угроза постоянного воздействия на него химических реагентов. В местах с повышенной влажностью рекомендуется использовать специальные пропитки, уплотняющие бетонный пол.

## Технология
Топпинг наносится только в момент укладки бетона, для того чтобы он стал одним целым с основанием. Его рассыпают по поверхности стяжки и после того как топпинг впитает в себя влагу(поверхность должна потемнеть), затирают заглаживающей машиной. Распределительные машинки для топпинга способны вносить необходимое количество смеси за один раз. При кладке на бетон необходимо знать расход топпинга в зависимости от предполагаемой нагрузки:
- Малая или средняя нагрузка на пол — около 3 кг/м²
- Средняя или большая нагрузка на пол — около 4-5 кг/м²